# Michail Antonio
Michail Gregory Antonio (Wandsworth, 28 maart 1990) is een Engels-Jamaicaans voetballer die doorgaans als vleugelspeler speelt. Hij verruilde Nottingham Forest in 2015 voor West Ham United. Op 5 september 2021 maakte hij zijn debuut voor Jamaica.

## Carrière

### Reading
Antonio speelde in de jeugd van Tooting & Mitcham United. Hiervoor debuteerde hij op zeventienjarige leeftijd in het eerste elftal, toen dat actief was in de Isthmian Football League Division One South. Hij tekende in oktober 2008 vervolgens bij Reading, zijn eerste profclub. Dat verhuurde hem in het seizoen 2008/09 voor een halfjaar aan Cheltenham Town. Hier maakte hij op 21 februari 2009 tegen Leeds United zijn debuut in het profvoetbal. Hij speelde negen wedstrijden voor Cheltenham, maar kwam hierin niet tot scoren.
Op 25 maakte hij in de EFL Cup tegen Barnsley zijn debuut voor Reading. Vier dagen later maakte hij tegen datzelfde Barnsley ook zijn debuut in de Championship, maar vervolgens werd hij voor de restant van het seizoen verhuurd aan Southampton. Hier maakte hij op 6 oktober tegen Torquay United zijn debuut in de tweede ronde van de EFL Trophy. Die zou Southampton uiteindelijk winnen, mede door een goal en een assist van Antonio in de finale tegen Carlisle United. Antonio speelde 39 wedstrijden voor Southampton en scoorde zeven keer, zijn eerste doelpunten in het profvoetbal.
Terug bij Reading speelde hij een seizoen lang 24 wedstrijden, waarin hij eenmaal scoorde, zijn eerste en enige doelpunt voor Reading. Hij deed dit op 23 oktober 2010 tegen Burnley. In het seizoen 2011/12 werd hij opnieuw uitgehuurd, ditmaal aan Colchester United. Hij kwam hier tot begin november tot vier goals in zestien wedstrijden, waarna Reading hem weer terughaalde. Hij speelde vervolgens tot de winterstop nog zeven wedstrijden voor Reading.

### Sheffield Wednesday
In de winter van 2012 vertrok Antonio opnieuw, ditmaal naar Sheffield Wednesday. Hij maakte op 26 februari tegen rivaal Sheffield United en scoorde dat halfjaar vijf goals in veertien wedstrijden. Op 6 augustus vertrok Antonio definitief bij Reading, dat hem verkocht aan Sheffield Wednesyday. Daar tekende hij een contract voor vier seizoenen. Hij zou twee seizoenen volmaken bij Sheffield Wednesday en kwam in totaal tot 84 wedstrijden en zeventien goals.

### Nottingham Forest
Op 6 augustus 2014 tekende Antonio voor drie seizoenen bij Nottingham Forest voor een bedrag van rond de 1,5 miljoen pond. Hij begon goed bij Forest: in zijn eerste zeven competitiewedstrijden was hij goed voor vier goals en zes assists. Daardoor werd hij genomineerd voor Championship's Player of the Month. Antonio startte dat seizoen in alle 38 competitiewedstrijden, was goed voor veertien goals en werd uitgeroepen tot Player of the Season bij Nottingham Forest. Ook het seizoen erop begon hij sterk: hij scoorde vier goals in zijn eerste vijf wedstrijden, waarna hij vertrok bij Nottingham.

### West Ham United
Op 1 september 2015 tekende Antonio voor een bedrag van rond de 7 miljoen pond voor vier seizoenen bij West Ham United, met een optie om zijn contract met nog twee seizoenen te verlengen. Hij maakte zijn debuut op 19 september tegen Manchester City. Op 28 december scoorde Southampton scoorde Antonio zijn eerste doelpunt voor West Ham. Bij een 1-0 achterstand onderschepte hij een bal om die vervolgens over keeper Maarten Stekelenburg heen te lobben. Hij was voor acht goals in zijn eerste seizoen in de Premier League en verbeterde dat aantal door het seizoen erop negen competitiegoals te maken. Ook maakte hij dat seizoen zijn debuut in de Europa League-kwalificatie en werd hij uitgeroepen tot speler van het jaar bij West Ham. 
Op 11 juli 2020 scoorde Antonio alle vier de goals in een 4-0 overwinning op Norwich City. Daarmee werd hij de eerste speler in de clubgeschiedenis om vier goals in één Premier League-wedstrijd te scoren en de eerste West Ham-speler met vier goals in één wedstrijd sinds 1981. Dat seizoen scoorde hij tien Premier League-doelpunten, zijn beste aantal ooit. De twee seizoenen erna was hij eveneens goed voor tien competitiedoelpunten. Op 7 juni 2023 won Antonio zijn eerste Europese prijs door de finale van de Conference League met 2-1 te winnen van Fiorentina. 

## Clubstatistieken
| Seizoen        | Club                | Competitie     | Competitie | Competitie | Beker | Beker | Internationaal | Internationaal | Totaal | Totaal |
| Seizoen        | Club                | Competitie     | Wed.       | Dlp.       | Wed.  | Dlp.  | Wed.           | Dlp.           | Wed.   | Dlp.   |
| -------------- | ------------------- | -------------- | ---------- | ---------- | ----- | ----- | -------------- | -------------- | ------ | ------ |
| 2008/09        | → Cheltenham Town   | League One     | 9          | 0          | 0     | 0     | —              | —              | 9      | 0      |
| 2009/10        | Reading             | Championship   | 1          | 0          | 1     | 0     | —              | —              | 2      | 0      |
| 2009/10        | → Southampton       | League One     | 28         | 3          | 11    | 4     | —              | —              | 39     | 7      |
| 2010/11        | Reading             | Championship   | 21         | 1          | 3     | 0     | —              | —              | 24     | 1      |
| 2011/12        | → Colchester United | League One     | 15         | 4          | 1     | 0     | —              | —              | 16     | 4      |
| 2011/12        | Reading             | Championship   | 6          | 0          | 1     | 0     | —              | —              | 7      | 0      |
| 2011/12        | Sheffield Wednesday | League One     | 14         | 5          | 0     | 0     | —              | —              | 14     | 5      |
| 2012/13        | Sheffield Wednesday | League One     | 37         | 7          | 5     | 1     | —              | —              | 42     | 8      |
| 2013/14        | Sheffield Wednesday | League One     | 27         | 4          | 1     | 0     | —              | —              | 28     | 4      |
| 2014/15        | Nottingham Forest   | Championship   | 46         | 14         | 3     | 1     | —              | —              | 49     | 15     |
| 2015/16        | Nottingham Forest   | Championship   | 4          | 2          | 1     | 2     | —              | —              | 5      | 4      |
| 2015/16        | West Ham United     | Premier League | 26         | 8          | 6     | 1     | —              | —              | 32     | 9      |
| 2016/17        | West Ham United     | Premier League | 29         | 9          | 4     | 0     | 4              | 0              | 37     | 9      |
| 2017/18        | West Ham United     | Premier League | 21         | 3          | 0     | 0     | —              | —              | 21     | 3      |
| 2018/19        | West Ham United     | Premier League | 33         | 6          | 5     | 1     | —              | —              | 38     | 7      |
| 2019/20        | West Ham United     | Premier League | 24         | 10         | 2     | 0     | —              | —              | 26     | 10     |
| 2020/21        | West Ham United     | Premier League | 26         | 10         | 1     | 0     | —              | —              | 27     | 10     |
| 2021/22        | West Ham United     | Premier League | 36         | 10         | 2     | 1     | 9              | 2              | 47     | 13     |
| 2022/23        | West Ham United     | Premier League | 33         | 5          | 4     | 2     | 11             | 7              | 48     | 14     |
| 2023/24        | West Ham United     | Premier League | 26         | 6          | 0     | 0     | 6              | 1              | 32     | 7      |
| 2024/25        | West Ham United     | Premier League | 0          | 0          | 0     | 0     | 0              | 0              | 0      | 0      |
| Carrièretotaal | Carrièretotaal      | Carrièretotaal | 462        | 107        | 51    | 13    | 30             | 10             | 543    | 130    |

## Interlandcarrière
In maart 2016 vertelde Antonio dat hij de mogelijkheid had om uit te komen voor Jamaica, maar dat hij die had afgewezen in de hoop voor Engeland uit te komen. In augustus van dat jaar werd Antonio door nieuwe bondscoach Sam Allardyce opgeroepen voor de WK-kwalificatiewedstrijd tegen Slowakije, maar hij mocht niet zijn debuut maken. Hij zou in oktober 2016 nog tweemaal op de bank blijven zitten tijdens interlands. Op 16 maart 2017 werd hij door Gareth Southgate opnieuw opgeroepen, maar hij moest afhaken door een hamstringblessure. Hij zou verder niet meer opgeroepen worden voor Engeland.
In februari 2021 werd Antonio opnieuw benaderd voor Jamaica en zou ze helpen om het WK 2022 te halen. Op 18 juni 2021 zat Antonio bij de voorlopige selectie voor de CONCACAF Gold Cup 2021, maar hij zat niet bij de definitieve selectie, omdat zijn Jamaicaans paspoort niet op tijd in orde was. Op 5 september 2021 maakte hij tegen Panama zijn debuut voor Jamaica. In zijn tweede interland, tegen El Salvador op 13 november, scoorde hij zijn eerste interlandgoal. 
In February 2021, Antonio was again approached by Jamaica to consider playing for them at international level. He was said to be passionate about playing and helping them reach the 2022 World Cup. In March 2021, Antonio was reported to be in the process of obtaining his Jamaican passport. On 17 March 2021, it was reported that Antonio had decided he was going to represent Jamaica internationally, ahead of the squad being announced for an upcoming international friendly against the United States. Despite this, Antonio was not included in the 19-man squad when this was announced on 17 March. The BBC reported that Antonio was still to decide whether to switch. TalkSPORT reported on the same day that he had pledged to play for Jamaica.
Op 26 juni 2024 scoorde Antonio de eerste goal ooit voor Jamaica op de Copa América in een 3-1 nederlaag tegen Ecuador.

## Erelijst
| Competitie             | Aantal  | Jaren   |
| Reading                | Reading | Reading |
| ---------------------- | ------- | ------- |
| Kampioen Championship  | 1x      | 2011/12 |
| Southampton            |         |         |
| Football League Trophy | 1x      | 2009/10 |
| West Ham United        |         |         |
| UEFA Conference League | 1x      | 2022/23 |